# غريغ كيهو
غريغ كيهو (بالإنجليزية: Greg Kehoe)‏ هو سياسي أسترالي، ولد في 1 مايو 1917 في وارويك في أستراليا، وتوفي في 18 فبراير 2005 في غولد كوست في أستراليا. نشط حزبياً في حزب العمال الأسترالي. وقد انتخب عضو المجلس التشريعي ولاية كوينزلاند.